# Konsta Mäenpää
Konsta Johannes Mäenpää (23 de octubre de 1997) es un deportista finlandés que compite en lucha grecorromana. Ganó una medalla de bronce en el Campeonato Europeo de Lucha de 2022, en la categoría de 130 kg.

## Palmarés internacional
| Campeonato Europeo | Campeonato Europeo | Campeonato Europeo | Campeonato Europeo |
| Año                | Lugar              | Medalla            | Categoría          |
| ------------------ | ------------------ | ------------------ | ------------------ |
| 2022               | Budapest (Hungría) | Medalla de bronce  | 130 kg             |